# Porella rivularis
Porella rivularis là một loài rêu trong họ Porellaceae. Loài này được (Nees) Trevis. mô tả khoa học đầu tiên.